# San Luis Río Colorado (municipi)
San Luis Río Colorado és un municipi de l'estat de Sonora. San Luis Río Colorado és el cap de municipi i principal centre de població d'aquesta municipalitat. Aquest municipi és a la part nord-oest de l'estat de Sonora, limita al nord amb els Estats Units, al sud amb Mar de Cortés, a l'oest amb Mexicali i a l'est amb Puerto Peñasco i Sonoyta.